# John John Florence
John Alexander Florence, mais conhecido como John John Florence (Oahu, 18 de outubro de 1992), é um surfista profissional estadunidense que representa o Havaí. Tricampeão mundial (2016, 2017 e 2024), é considerado um dos maiores nomes da nova geração do surf mundial. Em 2017, na etapa de Pipeline no Havaí, conquistou seu segundo título mundial. Nessa etapa, causou polêmica sua vitória por curtíssima margem sobre o surfista australiano Ethan Ewing, levando observadores a criticarem os juízes do evento por suposto favorecimento a Florence. Em 2024, Florence foi o primeiro cabeça de chave na conclusão da temporada da WSL, conquistando seu terceiro título mundial em Lower Trestles contra Ítalo Ferreira.